# Mauro Machado
Mauro Machado (Porto Alegre, 22 de enero de 1975) es un exfutbolista brasileño que se desempeñaba como portero. Actualmente es entrenador de porteros en el Querétaro FC de la Primera División de México. Es casado con Deise Helena Machado y papa de Keise Ellen Machado.

## Clubes

### Como jugador
| Club                | País    | Año         |
| ------------------- | ------- | ----------- |
| GE Torrense         | Brasil  | 1998        |
| Deportivo Municipal | Bolivia | 1999 - 2000 |
| Mariscal Braun      | Bolivia | 2001        |
| Bolívar             | Bolivia | 2002 - 2005 |
| Ulbra               | Brasil  | 2006        |
| Madureira           | Brasil  | 2007        |
| La Paz F. C.        | Bolivia | 2007 - 2008 |
| Real Potosí         | Bolivia | 2009 - 2010 |
| Jorge Wilstermann   | Bolivia | 2011 - 2012 |
| EC São José de Poa  | Brasil  | 2012        |
| Aurora              | Bolivia | 2013        |

## Palmarés

### Como jugador
Títulos nacionales
| Club                 | País                   | Año           |
| -------------------- | ---------------------- | ------------- |
| Aurora               | Bolivia                | 2014          |
| Jorge Wilstermann    | Bolivia                | 2014 - 2015   |
| Deportes Antofagasta | Chile                  | 2016          |
| Bolívar              | Bolivia                | 2016 - 2017   |
| Universidad Católica | Chile                  | 2018          |
| Al Nasr              | Emiratos Árabes Unidos | 2019          |
| Kas Eupen            | Bélgica                | 2019-2020     |
| Mazatlán FC          | México                 | 2021-2022     |
| Querétaro FC         | México                 | 2023-presente |

### Como entrenador de porteros
Títulos nacionales
| Título           | Club             | País    | Año                                 |
| ---------------- | ---------------- | ------- | ----------------------------------- |
| Primera División | Bolívar          | Bolivia | 2002                                |
| Primera División | Bolívar          | Bolivia | Apertura 2004                       |
| Primera División | Bolívar          | Bolivia | Copa Sudamericana 2004 - Subcampeón |
| Primera División | Bolívar          | Bolivia | Adecuación 2005                     |
| Primera División | Club Real Potosí | Bolivia | 2009                                |

| Título                    | Club                 | País    | Año  |
| ------------------------- | -------------------- | ------- | ---- |
| Primera División Apertura | Bolívar              | Bolivia | 2017 |
| Primera División Clausura | Bolívar              | Bolivia | 2017 |
| Primera División          | Universidad Católica | Chile   | 2018 |